# Kuurajärvi, Norrbotten
Kuurajärvi är en sjö i Övertorneå kommun i Norrbotten och ingår i Torneälvens huvudavrinningsområde. Sjön har en area på 1,46 kvadratkilometer och ligger 120 meter över havet. Kuurajärvi ligger i Torne och Kalix älvsystem Natura 2000-område.

## Delavrinningsområde
Kuurajärvi ingår i det delavrinningsområde (740789-182854) som SMHI kallar för Utloppet av Kuurajärvi. Medelhöjden är 127 meter över havet och ytan är 9,09 kvadratkilometer. Räknas de 12 avrinningsområdena uppströms in blir den ackumulerade arean 114,05 kvadratkilometer. Armasjoki (Puostijoki) som avvattnar avrinningsområdet har biflödesordning 2, vilket innebär att vattnet flödar genom totalt 2 vattendrag innan det når havet efter 113 kilometer. Avrinningsområdet består mestadels av skog (42 procent) och sankmarker (34 procent). Avrinningsområdet har 1,68 kvadratkilometer vattenytor vilket ger det en sjöprocent på 18,5 procent.